# لويس مايس
لويس مايس هو راكب الكنو بلجيكي، (و. 1913  م).

## وصلات خارجية
- لويس مايس على موقع أوليمبيديا (الإنجليزية)